# Zuccone
Lo Zuccone (phát âm tiếng Ý: [lo dzukˈkoːne]), dịch từ tiếng Ý là "cái đầu lớn" hoặc "cái đầu hói"", là tên phổ biến được đặt cho một bức tượng đá cẩm thạch của Donatello. Bức tượng được làm cho tháp chuông của Nhà thờ chính tòa Firenze, Ý và hoàn thành từ năm 1423 đến 1425. Tác phẩm này còn được gọi là Tượng Prophet Habakkuk, vì nhiều người tin rằng tác phẩm khắc họa nhân vật Habakkuk trong Kinh Thánh, mặc dù Vasari nói rằng đó là tượng chân dung của Giovanni di Barduccio Cherichini.
Bức tượng được biết đến bởi thể hiên chủ nghĩa hiện thực và chủ nghĩa tự nhiên, khác với hầu hết các bức tượng được thực hiện vào thời điểm đó. Bức tượng được mô tả là tác phẩm điêu khắc bằng đá cẩm thạch quan trọng nhất của thế kỷ 15. Bức tranh hiện được trưng bày tại Museo dell'Opera del Duomo ở Firenze.